# Marco Wölfli
Marco Wölfli (* 22. srpna 1982, Solothurn, Švýcarsko) je švýcarský fotbalový brankář a reprezentant, který hraje v klubu BSC Young Boys. Účastník MS 2010 v Jihoafrické republice.

## Klubová kariéra
Wölfli začal ve Švýcarsku s profesionálním fotbalem v klubu BSC Young Boys, kde se postupem času vypracoval do pozice prvního brankáře a kapitána týmu. Pouze v sezoně 2002/03 hostoval v druholigovém švýcarském klubu FC Thun, s nímž vybojoval postup do první ligy.

## Reprezentační kariéra
Marco Wölfli reprezentoval Švýcarsko v mládežnické kategorii U21.
Svůj debut za A-mužstvo Švýcarska absolvoval 19. 11. 2008 v přátelském zápase proti Finsku (výhra 1:0), odchytal kompletní střetnutí.
Zúčastnil se Mistrovství světa ve fotbale 2010 v Jihoafrické republice, kde Švýcaři obsadili se čtyřmi body nepostupové 3. místo v základní skupině H. Na turnaji byl náhradníkem Diega Benaglia a nezasáhl ani do jednoho zápasu.